# اشتراك خطي
المشترِكات الخطية هي الألفاظ التي تشترك في رسم الخط وتتباين في اللفظ وفي المعنى.

## أمثلة

### عربية
- واسم:

1. ‎/wasm/‏ — واو العطف + اِسم
2. ‎/waːsim/‏ — اسم فاعل فعل وَسَمَ